# Kamenná, Jihlava
Kamenná là một làng thuộc huyện Jihlava, vùng Vysočina, Cộng hòa Séc.